# Arongan Lise
Arongan Lise is een bestuurslaag in het regentschap Aceh Utara van de provincie Atjeh, Indonesië. Arongan Lise telt 557 inwoners (volkstelling 2010).